# エッチェリーノ3世・ダ・ロマーノ

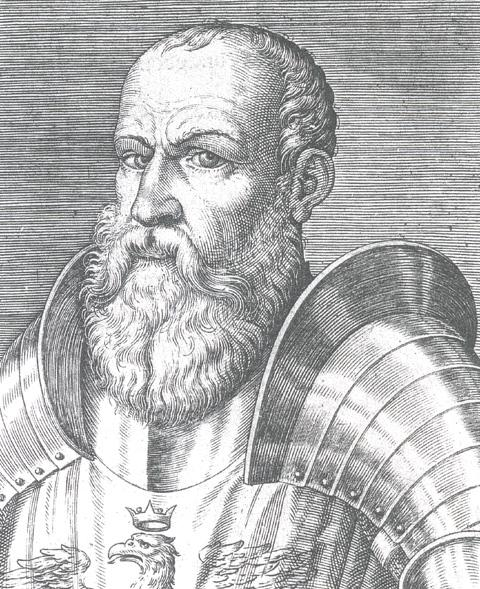
エッチェリーノ・ダ・ロマーノ

エッチェリーノ3世・ダ・ロマーノ（Ezzelino III da Romano、1194年4月25日 ‐ 1259年10月7日）は、中世イタリアの武人。

## 伝記
北イタリアのトレヴィーゾ（現在のヴェネト州）の小領主の子として生まれる。ダ・ロマーノ家の先祖はドイツのフランケン地方の騎士だったが、祖父エッチェリーノ1世の時代にイタリアに帰化し1154年にベッルーノ司教の弁護士を務め、ロンバルディア同盟の指揮官だったという。父のエッチェリーノ2世は1211年にヴィチェンツァなどの法務官となり1221年に引退して修道士となる。父から引き継いで北イタリアの都市ヴェローナを支配することとなったエッチェリーノはそれまで親グェルフィだった伝統を裏切り皇帝フリードリヒ2世に接近する。1232年に開催されたフリウーリの諸侯会議の後、弟アルベリーコとともに皇帝に帰順すると同時に教皇に従わない者として聖務停止の罰が下されかねない状況となる。1233年にドミニコ会士ジョバンニがパドヴァ、トレヴィーゾ、ヴィチェンツァとフェラーラやマントヴァの民衆の支持を受けてヴェローナ公として迎えるという事件が起こり、そのころすでに「人の姿をした悪魔」と称されていたエッチェリーノは修道士に服従を宣誓しなければならなかった。1236年に皇帝派の先鋒としてトレヴィーゾの辺境地帯に向けて進軍し、ヴェローナを奪還、合わせてヴィチェンツァの支配も任される。1237年には皇帝を助けてマントヴァを降伏させ、1238年、フリードリヒの娘セルヴァッジャと結婚し、名実ともに皇帝派の中心人物となった。
武勇にすぐれ皇帝派の代表的武人として恐れられ、フリードリヒの死後も破門されたまま教会と戦い続けるが、1259年に教皇代理を務めロンバルディア地方で最も勢いのある君主であったオベルト・パッラヴィチーニ侯と戦って捕らえられ、自殺する。
エッチェリーノはチッタデッラに「マルタの塔」と呼ばれる捕虜を幽閉する悪名高い塔を造るなど自分の領土に恐怖政治をほどこしたために、死後に多くの伝説を残す。ダンテは『神曲』の地獄篇・第12歌において、生前に暴力をふるったものが入れられる地獄の第七圏でディオニュシオス2世やアレクサンドロス大王といっしょに熱湯で煮られるエッチェリーノを描写している。